# Parafia św. Mikołaja w Dąbrówce Malborskiej
Parafia św. Mikołaja w Dąbrówce Malborskiej – parafia rzymskokatolicka w diecezji elbląskiej. Erygowana w połowie XIV wieku.
Do parafii należą wierni z miejscowości: Dąbrówka Malborska, Łoza, Lasy, Czerwony Dwór, Gronajny, Grzymała, Koślinka, Malewo, Krzyżówki i część Lipowca (należącego do Nowej Wsi Malborskiej). Tereny te znajdują się w gminie Stary Targ i gminie Sztum (poza Lipowcem znajdującym się w gminie Malbork, w powiecie malborskim), w powiecie sztumskim w województwie pomorskim.
W Łozie znajduje się kościół filialny pw. św. Jadwigi Królowej, wybudowany w latach 1876–1878, poświęcony 18 lipca 1981 przez warmińskiego sufragana bp. Juliana Wojtkowskiego.
Kościół w Dąbrówce Malborskiej został wybudowany w 1804 na fundamentach poprzedniej, rozebranej świątyni. Konsekracji świątyni dokonał bp Iwo Onufry Rogowski – biskup pomocniczy diecezji chełmińskiej, w dniu 14 października 1804.

## Linki zewnętrzne

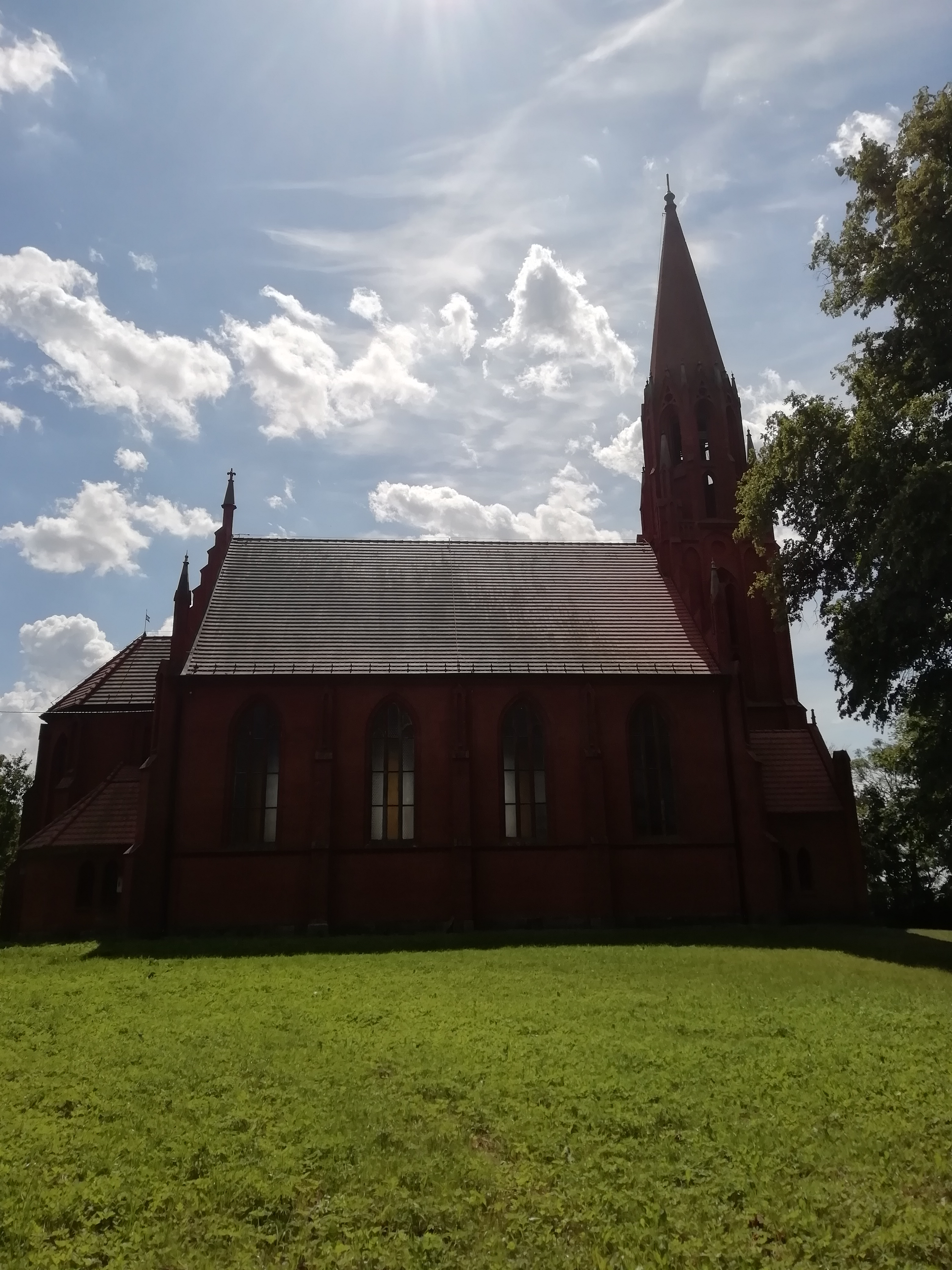
Kościół św. Jadwigi Królowej w Łozie